# Zoltán Sárosy
Zoltán Sárosy (Budapest, 23 agosto 1906 – Toronto, 19 giugno 2017) è stato uno scacchista e supercentenario ungherese naturalizzato canadese.

## Biografia
Nato a Budapest nell'allora Austria-Ungheria, vinse il suo primo torneo di scacchi a Nagykanizsa nel 1929, all'età di 23 anni. Nel 1932 vinse un torneo a Pécs e nel 1934 a Budapest. In seguito all'occupazione dell'Ungheria da parte dell'Armata Rossa si spostò in Germania e nel 1948 si trasferì in Alsazia (Francia). Nel 1950 pareggiò un match (2 - 2) contro il campione alsaziano Henri Sapin. 
Trasferitosi in Canada nel 1950 prima a Halifax e poi a Toronto, entrò a far parte dell'Harmonie Club, composto in gran parte da scacchisti di origine tedesca. In Canada praticò anche gli scacchi per corrispondenza e vinse per tre volte (1967, 1972, 1981) il campionato canadese per corrispondenza.  
Nel 1988 ottenne il titolo  di Maestro Internazionale per corrispondenza. 
Nel 1998 rimase vedovo della seconda moglie Heino Mallo, di origine estone (la prima era rimasta in Ungheria) ed egli nel 2000 si trasferì in una casa di riposo a 94 anni. 
Nel 2006 fu ammesso nella Canadian Chess Hall of Fame.
Nel 2012, a 106 anni, risultò essere ancora attivo come giocatore per corrispondenza.
Nel 2016 aveva raggiunto il traguardo dei 110 anni ed era diventato l'uomo più vecchio residente in Canada.